# Georgette Sand
 (octobre 2023).
 (septembre 2021).
Georgette Sand est un collectif féministe qui travaille à l’émancipation et la visibilité des femmes dans l’espace public.
Le collectif s’est notamment fait connaître en France et à l’international pour ses campagnes de mobilisation pour la reconnaissance de la taxe rose sur les produits genrés, la suppression de la TVA sur les produits d’hygiène féminine (dite taxe tampon) et son ouvrage Ni vues ni connues sur les mécanismes d’invisibilisation des femmes dans l’histoire.

## Description
Georgette Sand est un collectif féministe fondé en 2013 par Ophélie Latil, activiste au sein des collectifs Jeudi Noir, Génération Précaire ou encore Sauvons les riches. Ses membres et son action, majoritairement à Paris, s’organisent dans toute la France et interviennent au niveau européen.

## Identité
Le slogan du collectif est « Faut-il vraiment s’appeler George pour être prise au sérieux ? ». Il fait référence à George Sand, qui, afin de dépasser les limites imposées aux femmes, prit un pseudonyme masculin et s’habilla en homme pour passer les portes des salons et maisons d’édition. Cette figure du féminisme omniprésente chez Georgette Sand incarne l’idée que les femmes pour s’émanciper, y compris financièrement, doivent imiter les hommes, et que ce phénomène reste encore présent aujourd’hui avec Joanne Rowling, tenue par son éditeur de cacher son genre pour vendre Harry Potter, ou Hiromi Arakawa, modifiant son prénom en Hiromu pour publier le manga Fullmetal Alchemist.[réf. nécessaire]
Le symbole du collectif est le nœud, vert et violet, dont les couleurs sont un hommage aux mouvement des suffragettes. Selon le collectif, il symbolise le fait que le même objet, chez un homme et une femme, ne sera pas perçu de la même manière : le nœud papillon chez un homme est vu comme un symbole de sérieux, d’éducation, d’élégance, mais comme un symbole de frivolité chez une femme. Un symbole qui rappelle qu’au delà de l’objet, les qualités dites masculines ou féminines sont rarement plébiscitées pour l’autre sexe.
Pour Georgette Sand, les femmes ne devraient plus avoir à singer les hommes ou jouer l’hyperféminité pour exister et doivent « combattre les visions essentialistes qui considèrent comme naturelles l’assurance des hommes et la réserve des femmes alors qu’il s’agit de la traduction d’acquis éducatifs ».
Le collectif pointe l’absence de femmes expertes dans les médias et sensibilise en entreprises, institutions culturelles et milieux scolaires sur les questions d’égalité, notamment en valorisant le matrimoine, l’apport dans l’histoire des femmes et les raisons de leur invisibilisation.

## Engagements

### Lutte contre la «taxe rose»
Georgette Sand lance le 2 novembre 2014 le recensement des produits identifiés « pour fille » ou « pour garçon » et dont le prix est plus élevé pour les filles alors que la composition ou le service ne varient pas,,. À l’origine de l’action, un article dans le New York Times chiffrant à 1 500 dollars par an le coût de cette « woman tax ». Transposée en français en « taxe rose » par le collectif, qui recense dans un premier temps les produits de grandes enseignes, cette initiative est rapidement soutenue par la Secrétaire d’État aux Droits des Femmes Pascale Boistard et obtient un retentissement international dans la presse, obligeant Manuel Valls et le PDG de L'Oréal à une déclaration conjointe. En moins de 48 h, les plateformes internationales féministes relaient le recensement.

### Suppression de la «taxe tampon» et lutte contre la précarité menstruelle
Le 20 février 2015, le collectif crée une pétition,, afin de faire reconnaître les produits d’hygiène féminine comme des produits de première nécessité.
Avec 27 000 signatures en quelques jours, le collectif est reçu le 3 avril au Ministère des Finances et des comptes publics. Le collectif se voit indiquer que la TVA à 20% sur ces produits ne constitue pas une discrimination en défaveur des femmes et ses interlocuteurs ne connaissent pas la différence entre une lingette et une serviette.
Le 15 octobre, l’amendement déposé par la députée Catherine Coutelle en faveur de l’abaissement du taux de TVA est rejeté lors du vote de la loi de finances 2016 à l’Assemblée nationale.
Le collectif diffuse son clip Laissez moi saigner à l’ensemble des partenaires et intervient au micro du Parlement européen pour demander la suppression de la taxe à l’échelle communautaire (à l’époque, seules les féministes anglaises ont obtenu gain de cause) avec un tampon géant en papier mâché.

### Femmes invisibilisées de l’Histoire
Afin de rendre visible le matrimoine culturel, à la suite de l’initiative collaborative Invisibilisées en ligne en 2015, Georgette Sand publie en 2017 l’ouvrage Ni vues ni connues,,.
L'ouvrage collectif, dirigé par Ophélie Latil et Flora Pajon, brosse le portrait de 75 femmes de toutes époques et continents qui ont joué un rôle historique décisif et souvent précurseur mais méconnu : Hypatie, astronome égyptienne ayant découvert la forme elliptique du système solaire douze siècles avant Copernic, Sabina Spielrein qui théorise avant Freud les pulsions de mort, Joséphine Baker, dont le rôle de militante est méconnu, Marthe Gautier, Fâtima al-Fihriyya, , etc. Il propose une nomenclature inédite développée par Ophélie Latil des différents mécanismes d’invisibilisation de ces figures féminines, et cherche à améliorer leur visibilité dans l’espace public afin de faire connaître la diversité des femmes dans l’Histoire.
Trois membres de Georgette Sand intègrent le comité scientifique sur le matrimoine Les Monumentales de la Mairie de Paris en février 2019 pour sélectionner et rédiger les biographies de 800 femmes invisibilisées dans le cadre d'un projet d'urbanisme inclusif. Les 200 premiers noms sont gravés Place du Panthéon à Paris en juillet 2019. Le site Les Monumentales recensant les biographies rédigées par Aude-Marie Lalanne-Berdouticq, Ophélie Latil et Marguerite Nebelsztein est publié en avril 2020 et diffuse des biographies et quiz dédiés durant tout le confinement.

### Accroissement de la présence des hommes dans le combat féministe
Au travers de sa campagne Le féminisme, un parfum pour homme qui met en scène des hommes revendiquant leur féminisme et l’impact positif sur leur vie et leur couple, Georgette Sand entend casser l’idée que le féminisme serait un « truc de filles ».
Le collectif prend également position en faveur d'un congé paternité/ pour le second parent qui améliorerait l'égalité parentale en signant l'appel des 160 dans Le Parisien.

### Langue non discriminante
Le collectif travaille à l’utilisation des mots, et dans ce cadre agit en faveur du langage épicène, de l'écriture inclusive et de la revalorisation des noms de métiers disparus par volontarisme politique au XVIIe siècle, comme autrice.
Il estime par exemple que les insultes, nécessaire défouloir, sont souvent sexistes, racistes ou homophobes. Pour Georgette Sand, ce langage traduit une vision déformée et caricaturale du rapport entre humains et enferme les individus dans des schémas inégalitaires. Cette action collaborative a permis de recenser des centaines d’actions et participations à l’échelle européenne pour renouveler les insultes.

### Patronyme, invisibilisation fiscale & transmission du nom
Le collectif lance au printemps 2021 la campagne Sauvez Zezette, épouse X,qui défend les mêmes accès à l'administration, notamment fiscale. Le collectif recense des centaines de témoignages montrant que les femmes mariées ou en concubinage voient toujours leur nom de famille supprimé au profit de leur conjoint, ce qui affecte leur vie économique, professionnelle, familiale. Dans ce cadre, il soutient une réforme législative permettant de sanctionner les accès discriminatoires au capital comme à l'administration fiscale, systématiser les noms des deux parents à l'état-civil et une procédure facilité de recourir au nom du second parent comme nom d'usage mais également nom à transmettre.
En juillet 2022, une loi permettant une procédure simplifiée de changement de nom entre en vigueur.

### Rencontres féministes de la Teinturerie
Le collectif Georgette Sand lance en 2022 les Rencontres féministes de la Teinturerie à Richelieu en Indre-et-Loire. Ce festival à l'objectif de décentraliser la discussion féministe, très présente dans les grandes métropoles. Une deuxième édition a eu lieu en septembre 2023.